# Spěšný vlak

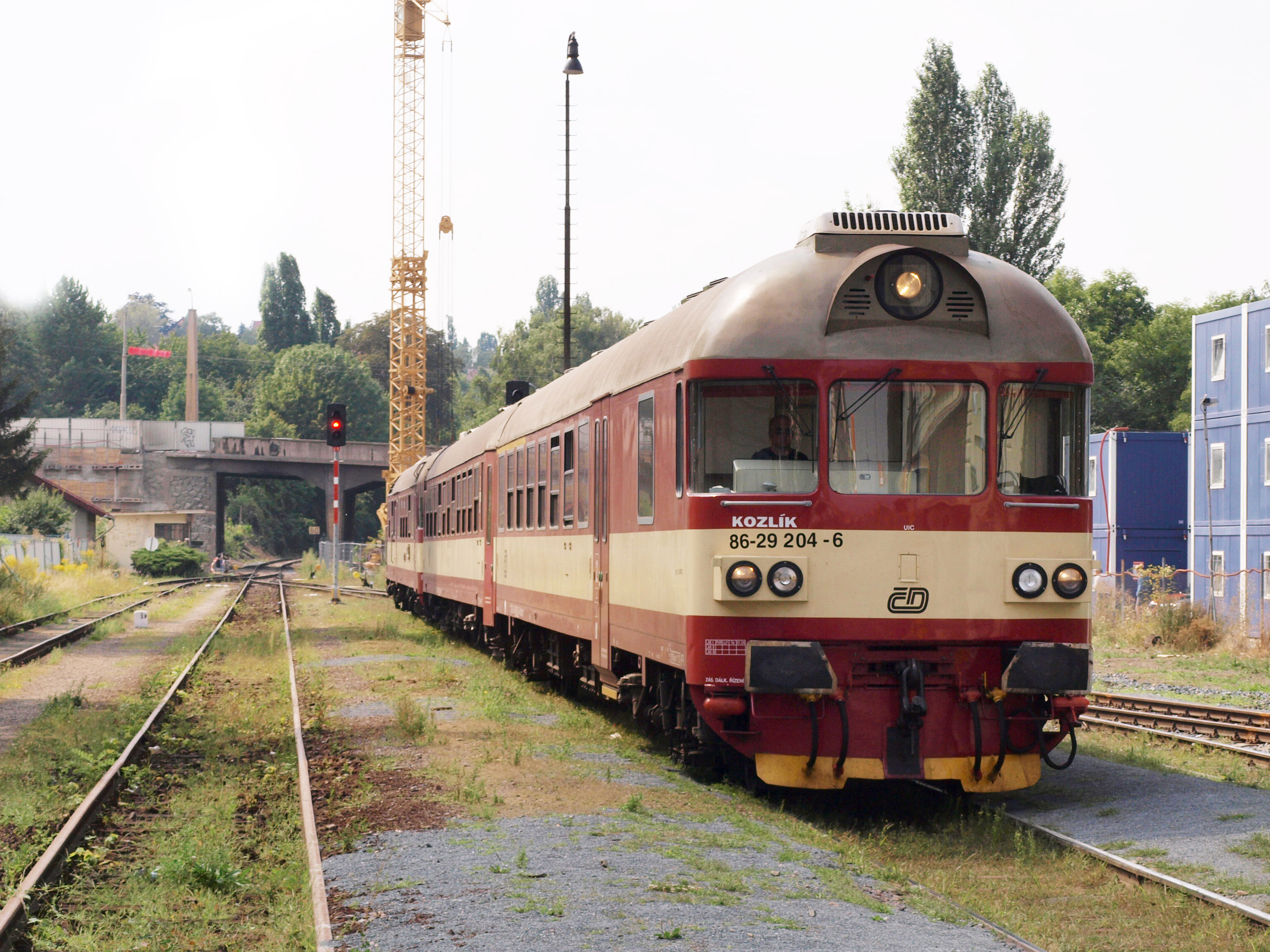
Řídicí vůz řady ABfbrdtn^{795} na čele spěšného vlaku vjíždí do stanice Praha-Dejvice

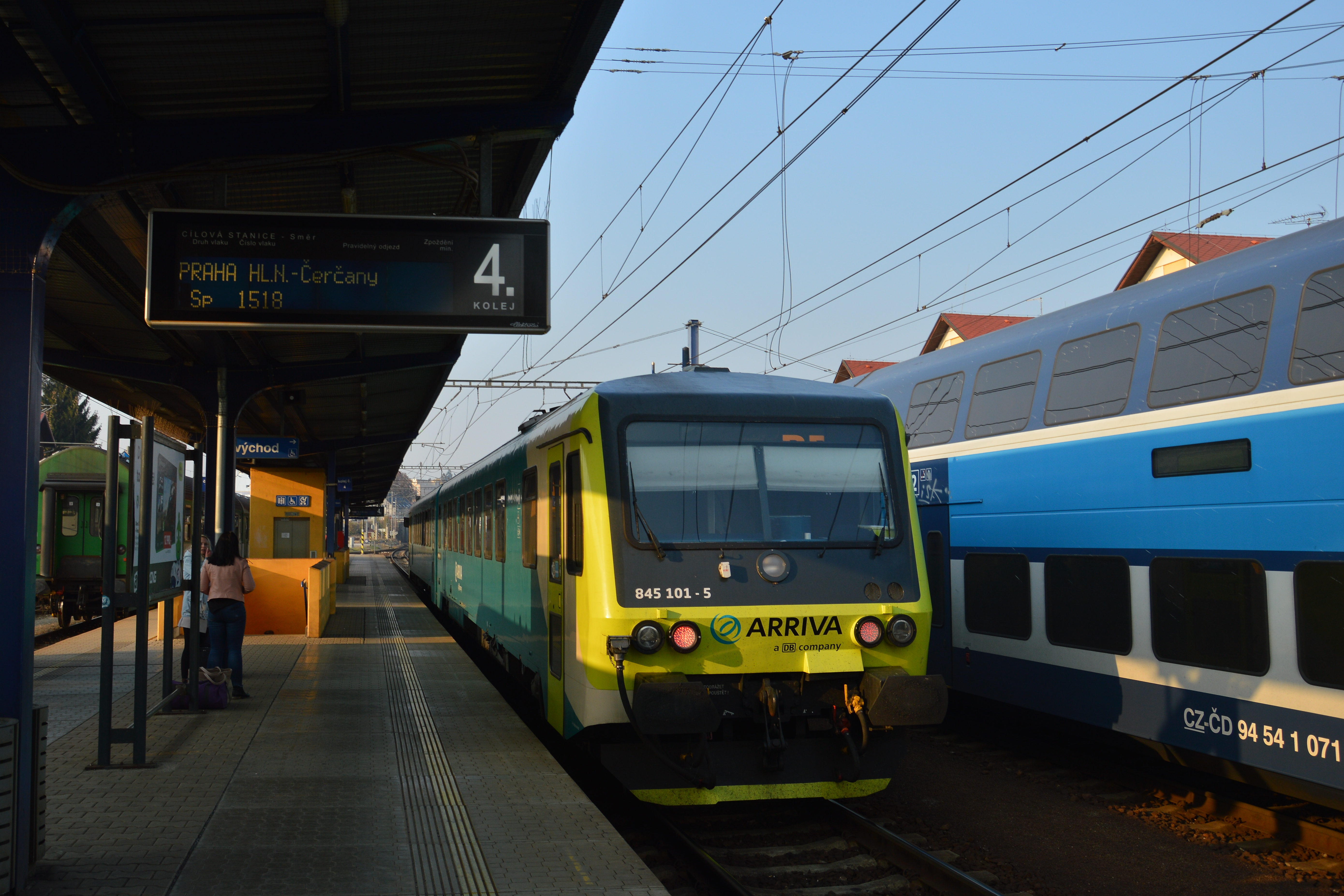
Spěšný vlak č. 1518 společnosti Arriva vlaky se ve stanici Benešov u Prahy připravuje na odjezd směr Praha

Spěšný vlak (označován jako Sp) je druh vlaku, který zajišťuje přepravu většinou na středně dlouhé vzdálenosti. Spěšné vlaky zastavují pouze ve významnějších stanicích a zastávkách. Dělí se na mezistátní a vnitrostátní.